# El factor humano (novela)
El factor humano es una novela de espionaje de Graham Greene, publicada por primera vez en 1978 y adaptada en la película de 1979 El factor humano, dirigida por Otto Preminger, con un guion de Tom Stoppard.

## Resumen de la trama
Maurice Castle es un burócrata envejecido en el servicio secreto británico MI6. Casado con una mujer negra africana de la que se enamoró durante su estancia anterior en el apartheid de Sudáfrica, ahora vive una vida tranquila en los suburbios y espera retirarse. Al comienzo del libro, se ha averiguado por donde se fuga la información de la sección africana de Londres donde trabaja y eso amenaza con interrumpir su precaria tranquilidad. Castle y su colega más joven, Davis, ignoran la investigación resultante, pero cuando acusan a Davis con pruebas circunstanciales y «se deshace de ellas» en voz baja, Castle comienza a luchar con preguntas sobre la lealtad, la moralidad y la conciencia.
Por un lado, Castle emprende su trabajo diario profesionalmente, y está dispuesto a hacer lo que sea más que necesario tanto para Davis como para Daintry, su jefe. Por otro lado, Castle está agradecido a Carson, quien, como comunista, ayudó a la esposa de Castle a escapar de Sudáfrica. A cambio, Castle decide ayudar a los comunistas, creyendo que así ayudará al pueblo de su esposa, sin saber que Moscú siempre lo ha usado con propósitos completamente diferentes.
Castle suministra información a los servicios secretos soviéticos sobre África no por convencimiento comunista, sino como pago al KGB por haberle sacado de Sudáfrica sano y salvo junto con su mujer e hijo, ambos negros y ambos perseguidos por el NIS del presidente afrikáner Marais Viljoen. Maurice Castle no tiene miedo de ser acusado de traidor a su patria, sino a no poder vivir con su mujer y su hijo, pues esa es su verdadera patria.
Más que acción o alta política, la novela construye su suspense centrándose en las cargas psicológicas de los peones en el juego: la duda y la paranoia generadas por una cultura del secreto, la amoralidad sofisticada de los hombres situados en la parte superior y, sobre todo, las lealtades (¿A quién, a qué y a qué costo?) Los personajes de Greene son retratos psicológicos completos ubicados en el contexto de la Guerra Fría y el impacto de los asuntos internacionales en las vidas complicadas de los individuos y viceversa. La interacción de la política internacional en el nivel individual es una marca registrada de este autor.

## Temas principales
En su autobiografía de 1980, Ways of Escape, Greene escribió que su objetivo con este libro era "escribir una novela de espionaje libre de la violencia convencional, que no ha sido, a pesar de James Bond, una característica del Servicio Secreto británico. Quería presentar el Servicio de manera poco original como una forma de vida, los hombres van diariamente a su oficina para ganar sus pensiones».
Escribiendo a los 70 años, Greene se basó en su propia experiencia en el MI6 y exploró las ambigüedades morales planteadas por su antiguo jefe, el legendario agente doble soviético Kim Philby, aunque Greene declaró que Castle, el personaje principal de la novela, no estaba basado en Philby.
Esta novela Graham Greene trata también del silencio, y de lo que supone esta obligación de sigilo en los servicios secretos. Crea una neurosis inducida en las personas que están en el servicio secreto. Al poder destructivo del silencio se añade el poder de los afectos que se convierten en un arma de guerra más.
Otro tema que Greene exploró fue lo que consideró la hipocresía de las relaciones de Occidente con Sudáfrica bajo el apartheid. Pensó que, aunque Occidente se oponía públicamente al apartheid, «simplemente no podían permitir que Sudáfrica sucumbiera al poder negro y al comunismo» (de la Introducción a la edición de 1982 de The Human Factor).
Otto Preminger, director de la película en la que adaptó la novela de Graham Greene, declaró sobre la novela:
«Tan pronto como leí El factor humano, reconocí sus valores dramáticos como película. Es una gran historia de amor entre un agente del servicio secreto británico y una hermosa chica negra surafricana. También es la historia de este hombre, la participación de un individuo muy honrado y leal en organismos gubernamentales y la tragedia que resulta de ello. El poder de los funcionarios públicos es tremendo, y de eso es de lo que se trata en la historia».